# Codex Mosquensis I
- Papyrus
- Onciale
- Minuscules
- Lectionnaire

Le Codex Mosquensis I (Gregory-Aland no. Kap ou 018; Απρ1 von Soden) est un manuscrit de vélin en écriture grecque onciale. 

## Description
Ce manuscrit comporte les Actes des Apôtres, les Épîtres catholiques et les Épîtres de Paul, 
avec des lacunes : (Rom 10,18 — 1 Cоr 6,13; 1 Cоr 8,8-11). Le codex se compose de 288 folios (33,8 x 24,2 cm). 
Ce codex est un représentant du texte byzantin. Kurt Aland le classe en Catégorie V. Il est proche du Onciale 0151.
Les paléographes sont unanimes pour dater ce manuscrit du IXe siècle,. 
Il est conservé au Musée historique d'État (V. 93) de Moscou.